# Phylliroe atlantica
Phylliroe atlantica är en snäckart som beskrevs av Bergh 1871. Phylliroe atlantica ingår i släktet Phylliroe och familjen Phylliroidae. Inga underarter finns listade i Catalogue of Life.